# Vịnh Campeche

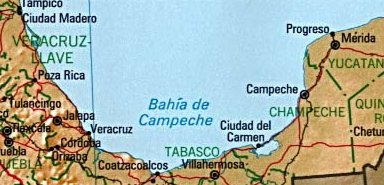
Vịnh Campeche

Vịnh Campeche (tiếng Tây Ban Nha: Golfo de Campeche) là một vịnh ở Đại Tây Dương, (đôi khi nhầm lẫn với Bahía de Campeche) là khúc uốn cong phía nam vịnh México. Nó có ba mặt giáp các bang của México là: Campeche, Tabasco và Veracruz. Nó được đặt tên bởi Francisco Hernández de Córdoba và Antonio de Alaminos trong cuộc thám hiểm của họ năm 1517. Vịnh là nơi có sản lượng dầu mỏ kahi thác đứng thứ hai thế giới, cung cấp khoảng 2/3 sản lượng dầu thô của México. Ngày 03 tháng sáu 1979, Ixtoc I, một mỏ dầu thăm dò nằm trong vịnh, đã bị nổ đã gây ra một vụ nổ thảm khốc, gây ra vụ tràn dầu không chủ ý lớn thứ ba trong lịch sử. Diện tích vịnh là 6.000 dặm vuông (16.000 km²) và độ sâu tối đa của vịnh là khoảng 180 feet (55 m).
Vào các tháng trong tháng 6 và tháng 7, Vịnh Campeche được coi là một trong những điểm "nóng" của các cơn bão Đại Tây Dương. Vịnh cũng được coi là biên giới phía đông trên các tuyến đường di cư chính của các loài chim ở châu Mỹ.